# Salt de perxa

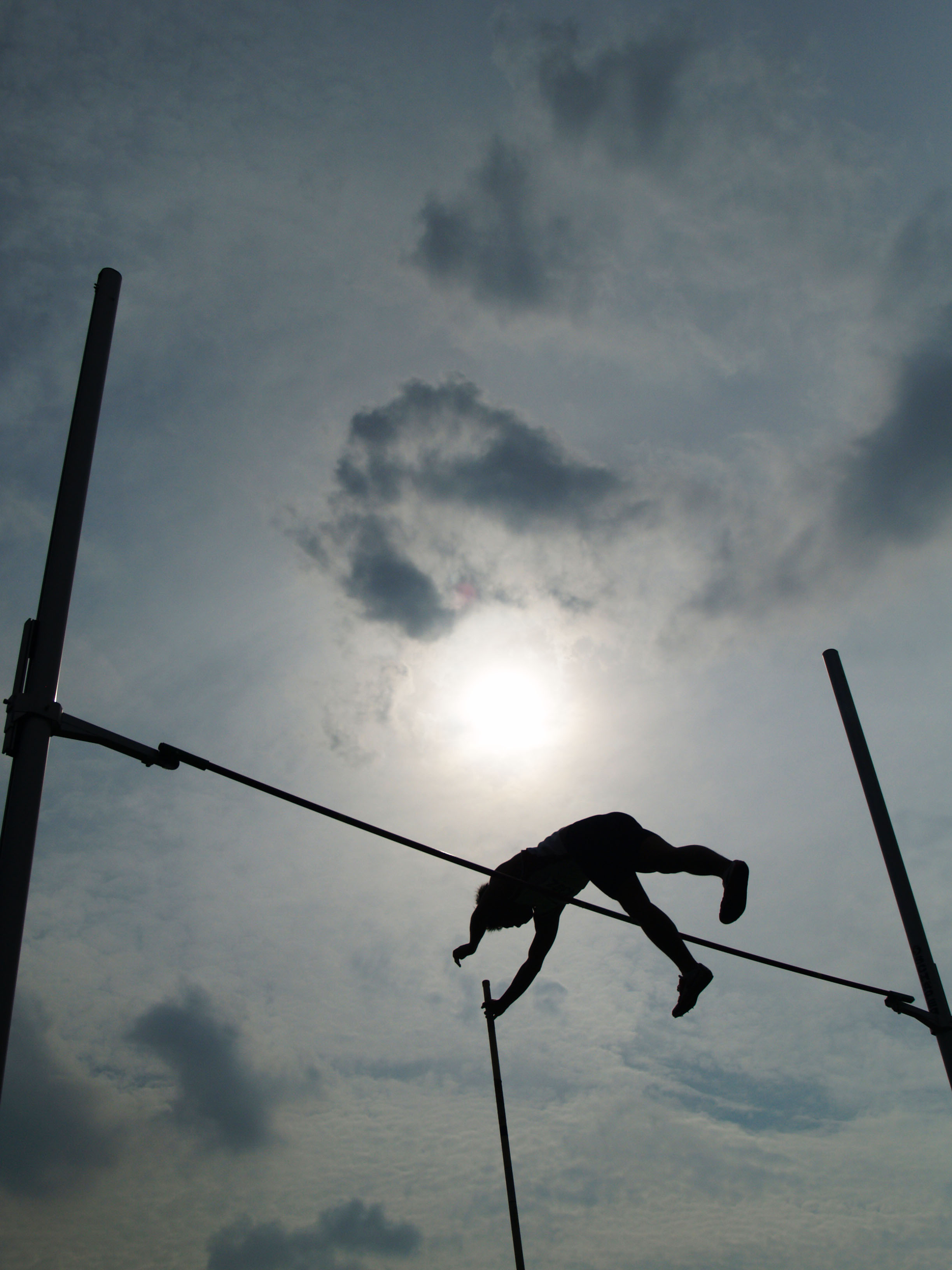
Atleta practicant el salt de perxa.

El salt de perxa és una especialitat atlètica que consisteix a passar per sobre d'una barra horitzontal situada a gran alçada (llistó) sense fer-la caure. S'aconsegueix amb l'ajut de la perxa, una barra flexible, d'uns 5 metres, que l'atleta duu a les mans i mitjançant una força, velocitat i habilitats gimnàstiques especials.
L'atleta acaba la prova eliminat després del tercer intent fallit, igual que en salt d'alçada.

## Tècnica
L'atleta comença amb una carrera d'uns 40 metres. En arribar a poca distància del matalàs recolza la perxa a un caixetí reglamentari. Gràcies al fet de tenir-la agafada amb les mans pot superar el llistó passant primer les cames, després el cos i finalment els braços, moment en què deixa anar la perxa.
Després d'un intent exitos l'alçada del llistó augmenta progressivament.

### Equipament
El salt de perxa requereix a banda del material comú en totes les proves, com un conjunt de roba (samarreta i pantalons o malles) i unes botes de claus d'atletisme, i una barra llarga i flexible – anomenada perxa – que durà a les mans per poder-se impulsar més amunt.
Aquesta perxa té normalment de 4 a 5 m de longitud i sol ser de fibra de vidre o de carboni, materials que van reemplaçar a la canya de bambú i al metall en la dècada de 1960. El material, la longitud i el diàmetre no són reglementats.

## Història i variants
Als inicis les perxes eren construïdes de fusta (normalment el carya). Després el material va canviar a bambú (cap a 1900), acer (cap a 1950) i fibra de vidre (sovint combinat amb fibra de carboni).
Després els inicis dels anys 1960 les introduccions de la perxa de fibra de vidre i matalassos de goma-espuma han revolucionat la tècnica. La perxa de fibra de vidre és molt més elàstica, i ha possibilitat molts nous rècords.

### Variants
Existeixen diversos variants de salt de perxa. Mentre l'especialitat normal (utilitzada als jocs Olímpics i als campionats del món d'atletisme) es disputa amb salt a l'alçada després d'una carrera amb els peus, hi ha variants diferents. Als Països Baixos existeixen concursos de fierljeppen, on l'objectiu és saltar el més lluny possible. Aquests concursos recorden la pràctica tradicional d'utilitzar un pal per a superar un canal.
Un variant molt més modern és salt de perxa amb monopatí, inventat per l'atleta francès Baptiste Boirie. En aquell cas l'atleta utilitza un monopatí per accelerar la seva carrera apropant el llistó. Amb aquesta mètode Boirie ha saltat 6,17 metres; el seu rècord personal amb salt de perxa normal és de 5,65 m.

## Rècords
- actualitzat a 21 de febrer de 2024[7][8]

|       |       | Marca           | Atleta             | País            | Lloc                 | Data                   |
| ----- | ----- | --------------- | ------------------ | --------------- | -------------------- | ---------------------- |
| WR    | Homes | 6,25            | Armand Duplantis   | Suècia          | París                | 5 d'agost de 2024      |
| WR    | Dones | 5,06            | Ielena Issinbàieva | Rússia          | Zúric                | 28 d'agost de 2009     |
| OR    | Homes | 6,25            | Armand Duplantis   | Suècia          | París                | 5 d'agost de 2024      |
| OR    | Dones | 5,05            | Ielena Issinbàieva | Rússia          | Pequín               | 18 d'agost de 2008     |
| ER    | Homes | 6,23            | Armand Duplantis   | Suècia          | Eugene               | 17 de setembre de 2023 |
| ER    | Dones | 5,06            | Ielena Issinbàieva | Rússia          | Zúric                | 28 d'agost de 2006     |
| AM    | Homes | 6,07            | KC Lightfoot       | Estats Units    | Nashville            | 2 de juny de 2023      |
| AM    | Dones | 5,02            | Jennifer Suhr      | Estats Units    | Albuquerque          | 2 de març de 2013      |
| AF    | Homes | 6,03            | Okkert Brits       | Sud-àfrica      | Colònia              | 18 d'agost de 1995     |
| AF    | Dones | 4,42            | Elmarie Gerryts    | Sud-àfrica      | Wesel                | 12 de juny de 2000     |
| AS    | Homes | 6,00            | Ernest John Obiena | Filipines       | Bergen               | 10 de juny de 2023     |
| AS    | Dones | 4,72            | Ling Li            | R.P. de la Xina | Shanghai             | 18 de maig de 2019     |
| OC    | Homes | 6,06            | Steven Hooker      | Austràlia       | Boston               | 7 de febrer de 2009    |
| OC    |       |                 |                    |                 |                      |                        |
| Dones | 4,94  | Eliza McCartney | Nova Zelanda       | Jockgrim        | 17 de juliol de 2018 |                        |

## Atletes amb millors marques mundials

### Millors marques masculines
- Actualitzat a 21 de febrer de 2024[9]

| Pos. | Marca | Atleta            | País         | Lloc           | Data                   | Ref.   |
| ---- | ----- | ----------------- | ------------ | -------------- | ---------------------- | ------ |
| 1.   | 6,23  | Armand Duplantis  | Suècia       | Eugene         | 17 de setembre de 2023 | [ 10 ] |
| 2.   | 6,14  | Serguei Bubka     | Ucraïna      | Sestrieras     | 31 de juliol de 1994   |        |
| 3,   | 6,07  | KC Lightfoot      | Estats Units | Nashville      | 2 de juny de 2023      | [ 11 ] |
| 4,   | 6,06  | Sam Kendricks     | Estats Units | Des Moines     | 27 de juliol de 2019   | [ 12 ] |
| 5,   | 6,05  | Maxim Tarasov     | Rússia       | Atenes         | 16 de juny de 1999     |        |
| 5,   | 6,05  | Dmitri Markov     | Rússia       | Edmonton       | 9 d'agost de 2001      |        |
| 5,   | 6,05  | Renaud Lavillenie | França       | Eugene         | 30 de maig de 2015     | [ 13 ] |
| 8.   | 6,04  | Brad Walker       | Estats Units | Eugene         | 8 de juny de 2008      |        |
| 9.   | 6,03  | Okkert Brits      | Sud-àfrica   | Colònia        | 18 d'agost de 1995     |        |
| 9.   | 6,03  | Jeff Hartwig      | Estats Units | Arkansas       | 14 de juny del 2000    |        |
| 9.   | 6,03  | Thiago Braz       | Brasil       | Rio de Janeiro | 15 d'agost de 2016     | [ 14 ] |

### Millors marques femenines
- Actualitzat a 21 de febrer de 2024[15]

| Pos. | Marca | Atleta               | País         | Lloc        | Data                  | Ref.   |
| ---- | ----- | -------------------- | ------------ | ----------- | --------------------- | ------ |
| 1.   | 5,06  | Ielena Issinbàieva   | Rússia       | Zúric       | 28 d'agost de 2009    |        |
| 2.   | 5,01  | Anzhelika Sidorova   | Rússia       | Zúric       | 9 de setembre de 2021 | [ 16 ] |
| 3.   | 5,00  | Sandi Morris         | Estats Units | Brussel·les | 9 de setembre de 2016 | [ 17 ] |
| 4.   | 4,95  | Katie Nageotte       | Estats Units | Eugene      | 26 de juny de 2021    | [ 18 ] |
| 5.   | 4,94  | Eliza McCartney      | Nova Zelanda | Jockgrim    | 17 de juliol de 2018  | [ 19 ] |
| 6.   | 4,93  | Jennifer Suhr        | Estats Units | Austin      | 14 d'abril de 2018    |        |
| 7.   | 4,91  | Yarisley Silva       | Cuba         | Beckum      | 2 d'agost de 2015     |        |
| 7.   | 4,91  | Aikaterini Stefanidi | Grècia       | Londres     | 6 d'agost de 2017     |        |
| 7.   | 4,91  | Nina Kennedy         | Austràlia    | Zúric       | 30 d'agost de 2023    | [ 20 ] |
| 10.  | 4,90  | Holly Bradshaw       | Regne Unit   | Manchester  | 26 de juny de 2021    |        |
| 10.  | 4,90  | Katie Moon           | Estats Units | Budapest    | 23 d'agost de 2023    | [ 21 ] |

## Campions olímpics
| Jocs            | Any  |       | Atleta                  | País           | Marca |
| --------------- | ---- | ----- | ----------------------- | -------------- | ----- |
| Atenes          | 1896 | Homes | Welles Hoyt             | Estats Units   | 3,30  |
| Atenes          | 1896 | Dones | No participaren         |                |       |
| París           | 1900 | Homes | Irving Baxter           | Estats Units   | 3,30  |
| París           | 1900 | Dones | No participaren         |                |       |
| Saint Louis     | 1904 | Homes | Charles Dvorak          | Estats Units   | 3,505 |
| Saint Louis     | 1904 | Dones | No participaren         |                |       |
| Londres         | 1908 | Homes | Edward Cook             | Estats Units   | 3,71  |
| Londres         | 1908 | Dones | No participaren         |                |       |
| Estocolm        | 1912 | Homes | Harry Babcock           | Estats Units   | 3,95  |
| Estocolm        | 1912 | Dones | No participaren         |                |       |
| Anvers          | 1920 | Homes | Frank Foss              | Estats Units   | 4,09  |
| Anvers          | 1920 | Dones | No participaren         |                |       |
| París           | 1924 | Homes | Lee Barnes              | Estats Units   | 3,95  |
| París           | 1924 | Dones | No participaren         |                |       |
| Amsterdam       | 1928 | Homes | Sabin Barnes            | Estats Units   | 4,20  |
| Amsterdam       | 1928 | Dones | No es disputà           |                |       |
| Los Angeles     | 1932 | Homes | William Miller          | Estats Units   | 4,32  |
| Los Angeles     | 1932 | Dones | No es disputà           |                |       |
| Berlín          | 1936 | Homes | Earle Meadows           | Estats Units   | 4,35  |
| Berlín          | 1936 | Dones | No es disputà           |                |       |
| Londres         | 1948 | Homes | Guinn Smith             | Estats Units   | 4,30  |
| Londres         | 1948 | Dones | No es disputà           |                |       |
| Hèlsinki        | 1952 | Homes | Bob Richards            | Estats Units   | 4,55  |
| Hèlsinki        | 1952 | Dones | No es disputà           |                |       |
| Melbourne       | 1956 | Homes | Bob Richards            | Estats Units   | 4,56  |
| Melbourne       | 1956 | Dones | No es disputà           |                |       |
| Roma            | 1960 | Homes | Don Bragg               | Estats Units   | 4,70  |
| Roma            | 1960 | Dones | No es disputà           |                |       |
| Tokio           | 1964 | Homes | Frederick Morgan Hansen | Estats Units   | 5,10  |
| Tokio           | 1964 | Dones | No es disputà           |                |       |
| Ciutat de Mèxic | 1968 | Homes | Bob Seagren             | Estats Units   | 5,40  |
| Ciutat de Mèxic | 1968 | Dones | No es disputà           |                |       |
| Múnic           | 1972 | Homes | Wolfgang Nordwig        | RDA            | 5,50  |
| Múnic           | 1972 | Dones | No es disputà           |                |       |
| Mont-real       | 1976 | Homes | Tadeusz Slusarski       | Polònia        | 5,78  |
| Mont-real       | 1976 | Dones | No es disputà           |                |       |
| Moscou          | 1980 | Homes | Wladislaw Kozakiewicz   | Polònia        | 5,78  |
| Moscou          | 1980 | Dones | No es disputà           |                |       |
| Los Angeles     | 1984 | Homes | Pierre Quinon           | França         | 5,75  |
| Los Angeles     | 1984 | Dones | No se disputà           |                |       |
| Seül            | 1988 | Homes | Serguei Bubka           | Unió Soviètica | 5,90  |
| Seül            | 1988 | Dones | No es disputà           |                |       |
| Barcelona       | 1992 | Homes | Maxim Taràssov          | Equip unificat | 5,80  |
| Barcelona       | 1992 | Dones | No es disputà           |                |       |
| Atlanta         | 1996 | Homes | Jean Galfione           | França         | 5,92  |
| Atlanta         | 1996 | Dones | No es disputà           |                |       |
| Sidney          | 2000 | Homes | Nick Hysons             | Estats Units   | 5,90  |
| Sidney          | 2000 | Dones | Stacy Dragila           | Estats Units   | 4,60  |
| Atenes          | 2004 | Homes | Timothy Mack            | Estats Units   | 5,95  |
| Atenes          | 2004 | Dones | Ielena Issinbàieva      | Rússia         | 4,91  |
| Beijing         | 2008 | Homes | Steven Hooker           | Austràlia      | 5,96  |
| Beijing         | 2008 | Dones | Ielena Issinbàieva      | Rússia         | 5,05  |
| Londres         | 2012 | Homes | Renaud Lavillenie       | França         | 5,97  |
| Londres         | 2012 | Dones | Jennifer Suhr           | Estats Units   | 4,75  |
| Rio de Janeiro  | 2016 | Homes | Thiago Braz             | Brasil         | 6,03  |
| Rio de Janeiro  | 2016 | Dones | Katerina Stefanidi      | Grècia         | 4,85  |
| Tòquio          | 2020 | Homes | Armand Duplantis        | Suècia         | 6,02  |
| Tòquio          | 2020 | Dones | Katie Nageotte          | Estats Units   | 4,90  |
| París           | 2024 | Homes |                         |                |       |
| París           | 2024 | Dones |                         |                |       |

## Campions mundials
| Seu       | Any        |              | Atleta              | País           | Marca |
| --------- | ---------- | ------------ | ------------------- | -------------- | ----- |
| Hèlsinki  | 1983       | Homes        | Serguei Bubka       | Unió Soviètica | 5,70  |
| Hèlsinki  | 1983       | Dones        | No es disputà       |                |       |
| Roma      | 1987       | Homes        | Serguei Bubka       | Unió Soviètica | 5,85  |
| Roma      | 1987       | Dones        | No es disputà       |                |       |
| Tokio     | 1991       | Homes        | Serguei Bubka       | Unió Soviètica | 5,95  |
| Tokio     | 1991       | Dones        | No es disputà       |                |       |
| Stuttgart | 1993       | Homes        | Serguei Bubka       | Ucraïna        | 6,00  |
| Stuttgart | 1993       | Dones        | No es disputà       |                |       |
| Göteborg  | 1995       | Homes        | Serguei Bubka       | Ucraïna        | 5,92  |
| Göteborg  | 1995       | Dones        | No es disputà       |                |       |
| Atenes    | 1997       | Homes        | Serguei Bubka       | Ucraïna        | 6,01  |
| Atenes    | 1997       | Dones        | No es disputà       |                |       |
| Sevilla   | 1999       | Homes        | Maxim Taràssov      | Rússia         | 6,02  |
| Sevilla   | 1999       | Dones        | Stacy Dragila       | Estats Units   | 4,60  |
| Edmonton  | 2001       | Homes        | Dmitri Markov       | Austràlia      | 6,05  |
| Edmonton  | 2001       | Dones        | Stacy Dragila       | Estats Units   | 4,75  |
| París     | 2003       | Homes        | Giuseppe Gibilisco  | Itàlia         | 5,90  |
| París     | 2003       | Dones        | Svetlana Feofanova  | Rússia         | 4,75  |
| Hèlsinki  | 2005       | Homes        | Rens Blom           | Països Baixos  | 5,80  |
| Hèlsinki  | 2005       | Dones        | Ielena Issinbàieva  | Rússia         | 5,01  |
| Osaka     | 2007       | Homes        | Brad Walker         | Estats Units   | 5,86  |
| Osaka     | 2007       | Dones        | Ielena Issinbàieva  | Rússia         | 4,80  |
| Berlín    | 2009       | Homes        | Steven Hooker       | Austràlia      | 5,90  |
| Berlín    | 2009       | Dones        | Anna Rogowska       | Polònia        | 4,75  |
| Daegu     | 2011       | Homes        | Pawel Wojciechowski | Polònia        | 5,90  |
| Daegu     | 2011       | Dones        | Fabiana Murer       | Brasil         | 4,85  |
| Moscou    | 2013       | Homes        | Raphael Holzdeppe   | Alemanya       | 5,89  |
| Moscou    | 2013       | Dones        | Ielena Isinbaieva   | Rússia         | 4,89  |
| Pequín    | 2015       | Homes        | Shawnacy Barber     | Canadà         | 5,90  |
| Pequín    | 2015       | Dones        | Yarisley Silva      | Cuba           | 4,90  |
| Londres   | 2017       | Homes        | Sam Kendricks       | Estats Units   | 5,95  |
| Londres   | 2017       | Dones        | Katerina Stefanidi  | Grècia         | 4,91  |
| Doha      | 2019       | Homes        | Sam Kendricks       | Estats Units   | 5,97  |
| Doha      | 2019       | Dones        | Anzhelika Sidorova  | Rússia         | 4,95  |
| Eugene    | 2022       | Homes        | Armand Duplantis    | Suècia         | 6,21  |
| Eugene    | 2022       | Dones        | Katie Nageotte      | Estats Units   | 4,85  |
| Budapest  | 2023       | Homes        | Armand Duplantis    | Suècia         | 6,10  |
| Budapest  | 2023       | Dones        | Nina Kennedy        | Austràlia      | 4,90  |
| Budapest  | Katie Moon | Estats Units |                     |                | 4,90  |